# 洛夫倫齊奇·格雷戈
洛夫倫齊奇·格雷戈（匈牙利語：Lovrencsics Gergő，1988年9月1日—）是匈牙利的一位職業足球選手，在場上的位置是前鋒。他曾經效力於克羅地亞足球乙級聯賽球隊Solin。他也是匈牙利國家足球隊的成員，並且入選了匈牙利2016年歐洲國家盃參賽名單。

## 榮譽

### 球會
波茲南萊赫
- 波蘭足球甲級聯賽：2014–15
- 波蘭超級盃：2015